# Eléonora Molinaro
Eléonora Molinaro (* 4. September 2000 in Luxemburg) ist eine luxemburgische Tennisspielerin.

## Karriere
Molinaro, die im Alter von sieben Jahren mit dem Tennissport begann, spielt hauptsächlich auf der ITF Women’s World Tennis Tour, auf der sie bislang acht Einzeltitel erreichte.
Für ihr erstes Turnier der WTA Tour erhielt sie für die Qualifikation zu den BGL BNP Paribas Luxembourg Open 2015 eine Wildcard, unterlag aber bereits in ihrem Erstrundenmatch gegen Mathilde Johansson mit 1:6 und 6:74.
Beim Fed Cup 2015 bestritt sie ihre ersten Spiele für die Luxemburgische Fed-Cup-Mannschaft. Sie gewann ihr erstes Fed-Cup-Spiel in der Begegnung gegen Irland am 5. Februar gegen Julie Byrne mit 6:2 und 6:3 im Alter von 14 Jahren und 5 Monaten. Dies war zugleich der einzige Punkt für die Luxemburger Tennis-Nationalmannschaft der Damen beim Fed-Cup 2015.  Ihre Fed-Cup-Bilanz weist bislang 19 Siege bei 13 Niederlagen aus.
Bei den Spielen der kleinen Staaten von Europa gewann sie 2015 mit ihrer Partnerin Claudine Schaul den Titel im Damendoppel.
Am 28. Januar 2018 gewann sie das ITF-Turnier in Antalya.

## Turniersiege

### Einzel
| Nr. | Datum              | Turnier | Kategorie   | Belag        | Finalgegnerin       | Ergebnis      |
| --- | ------------------ | ------- | ----------- | ------------ | ------------------- | ------------- |
| 1.  | 28. Januar 2018    | Antalya | ITF $15.000 | Sand         | Wlada Kowal         | 6:3, 6:1      |
| 2.  | 18. März 2018      | Gonesse | ITF $15.000 | Sand (Halle) | Marine Partaud      | 6:2, 6:1      |
| 3.  | 17. März 2019      | Gonesse | ITF $15.000 | Sand (Halle) | Rebeka Masarova     | 6:2, 2:6, 6:4 |
| 4.  | 12. Mai 2019       | Antalya | ITF $15.000 | Sand         | Zeynep Sönmez       | 7:5, 6:4      |
| 5.  | 19. Mai 2019       | Antalya | ITF $15.000 | Sand         | Inès Ibbou          | 6:2, 6:4      |
| 6.  | 7. Juli 2019       | Denain  | ITF $25.000 | Sand         | Katharina Hobgarski | 6:4, 1:6, 6:3 |
| 7.  | 29. September 2019 | Brünn   | ITF $25.000 | Sand         | Federica Di Sarra   | 6:4, 6:3      |
| 8.  | 1. März 2020       | Antalya | ITF $25.000 | Sand         | Zeynep Sönmez       | 6:2, 6:2      |